# 88분
《88분》(영어: 88 Minutes)은 미국에서 제작된 존 애브넷 감독의 2007년 스릴러 영화이다. 알 파치노 등이 출연하였고, 존 애브넷 등이 제작에 참여하였다. 촬영은 2005년 10월 8일 밴쿠버에서 시작되어 2005년 12월 종료되었다. 2007년 다양한 유럽 국가에서 개봉되었다.
평과 흥행 양면에서 실패하였다.

## 줄거리
1997년. 법정신의학의(forensic psychiatrist) 잭은 연쇄살인범 존 포스터 재판 증언석에 선다. 잭의 증언과 전문 소견은 존 포스터의 유죄 선고에 결정적 역할을 한다.
9년 후. 잭은 현재 워싱턴 대학교 교수로 재직 중이다. 존 포스터의 사형 집행일이 다가오는 가운데 그의 수법과 유사한 고문 살인 사건들이 이어진다. 잭의 수업을 들었으며 그에게 상담을 받은 적도 있는 한 학생도 희생양이 되면서 주법무장관실 소속 검사와 FBI 특수 요원이 잭을 방문한다.
직후 강의실로 향하던 중 잭은 그가 88분 뒤에 죽을 거라는 협박 전화를 받는데...

## 출연
- 알 파치노 - 잭 그램 박사 역
- 얼리샤 윗 - 킴 커밍스, 조교 역
- 릴리 소비에스키 - 로런 더글러스, 학생 / 리디아 도허티, 항소 변호사 역
- 에이미 브레너먼 - 셸리 반스, 비서 역
- 윌리엄 포사이스 - FBI 특수 요원 프랭크 파크스 역
- 데버라 케라 엉거 - 캐럴 존슨, 학생 주임 역
- 벤저민 매켄지 - 마이크 스템프트, 학생 역
- 닐 맥도너 - 존 포스터 역
- 스티븐 모이어 - 가이 러포지, 킴의 전남편 역
- 브렌던 플레처 - 조니 디프랭코 역
- 마이클 에클런드 - J.T. 라이커 역
- 미샬 야네이 - 리자 피어슨 역
- 폴 캠벨 - 앨버트 잭슨 역

## 기타 제작진
- 총괄 제작: 아비 러너, 조지 펄라
- 공동 제작: 마이클 P. 플래니건, 마샤 오글즈비
- 라인 제작: 숀 윌리엄슨
- 협력 제작: 토드 길버트
- 배역: 리처드 퍼가노, 모린 웨브(캐나다)
- 세트: 도미니크 포케르메트르
- 의상: 메리 E. 매클라우드